# Ariadne
Az Ariadne a rovarok (Insecta) osztályának a lepkék (Lepidoptera) rendjéhez, ezen belül a tarkalepkefélék (Nymphalidae) családjához tartozó Biblidinae alcsalád egyik neme.

## Rendszerezés
A nembe az alábbi 14 faj tartozik:
- Ariadne actisanes
- Ariadne albifascia
- Ariadne ariadne
- Ariadne celebensis
- Ariadne enotrea
- Ariadne isaeus
- Ariadne merione
- Ariadne merionoides
- Ariadne pagenstecheri
- Ariadne personata
- Ariadne specularia
- Ariadne taeniata
- Ariadne obscura
- Ariadne timora